# Clossiana perryi
Clossiana perryi är en fjärilsart som beskrevs av Butler 1882. Clossiana perryi ingår i släktet Clossiana och familjen praktfjärilar. Inga underarter finns listade i Catalogue of Life.